# Hippolyte Boulenger

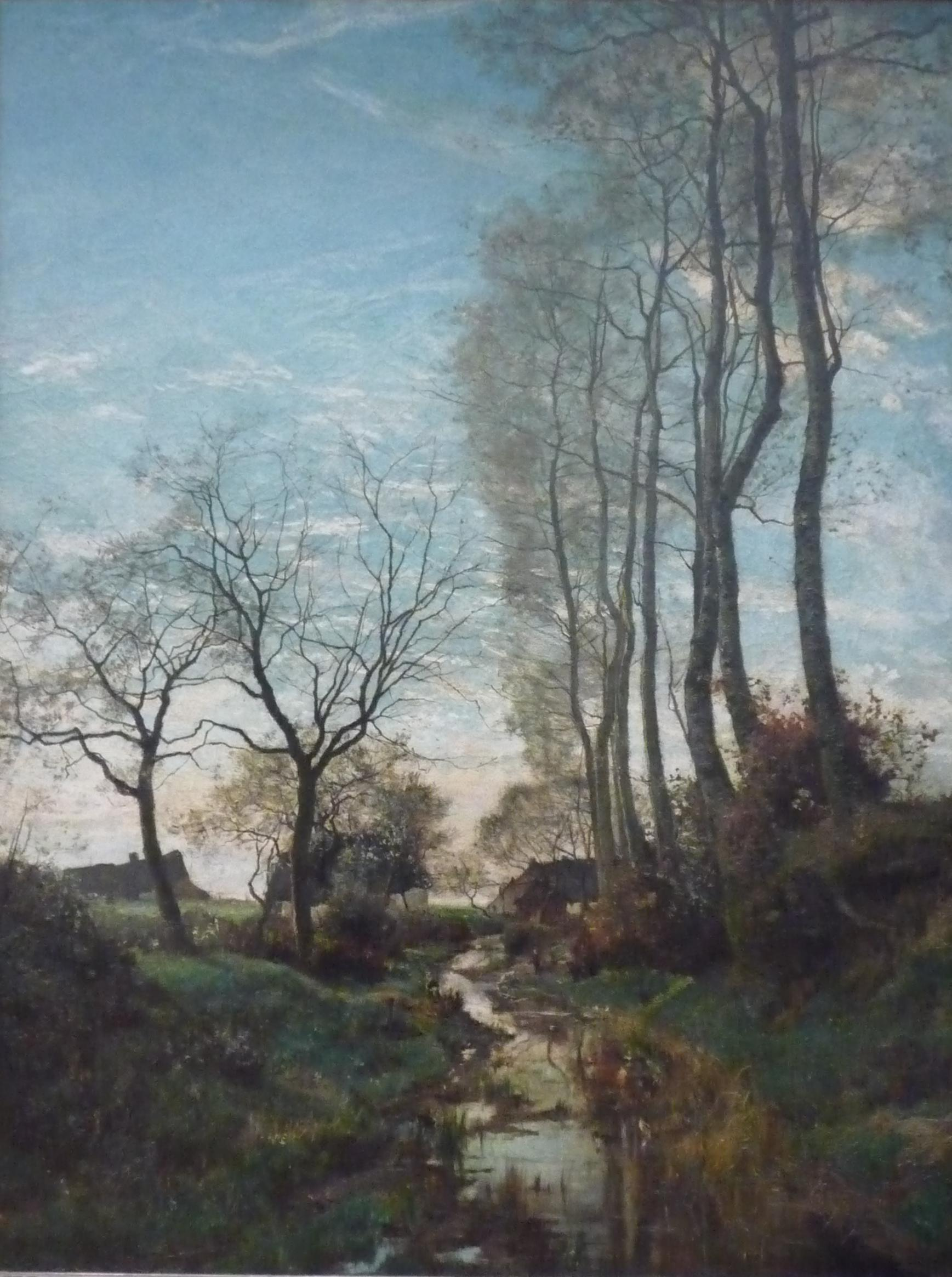
La valle di Josaphat a Schaarbeek

Hippolyte Emmanuel Boulenger (Tournai, 1837 – Bruxelles, 1874) è stato un pittore belga paesaggista, influenzato dalla scuola di Barbizon e considerato "il Corot belga".

## Biografia
Nato a Tournai da genitori francesi nel 1837, trascorse la propria infanzia nella città belga, per poi vivere a Parigi dal 1850 al 1853, dove studiò disegno. Nel 1853, rimasto orfano, si trasferì a Bruxelles, dove di giorno lavorava in un atelier e la sera studiava all'Académie Royale des Beaux-Arts con Joseph Quinaux, un pittore paesaggista.
Incontrò il ritrattista Camile Van Camp nel 1863, che diventò il suo mentore e mecenate. Mostrò il suo primo quadro al Salon di Bruxelles lo stesso anno. Boulanger si recò a Tervuren nel 1864, e raccolse attorno a sé un gruppo di pittori dal gusto affine al proprio, la scuola di Tervueren, una versione belga della scuola di Barbizon, di cui divenne l'artista leader. Tra questi artisti c'era il pittore e decoratore Guillaume Vogels. A quell'epoca il suo principale modello era Jean-François Millet, anche se le sue opere più tardive si accostarono maggiormente all'opera di Corot. Nel 1866 era ormai famoso nei circoli artistici di Bruxelles.
Si sposò nel 1868 e si trasferì a Zaventem, ma tornò a Tervuren nel 1870. Su suo suggerimento fu creata la Société Libre des Beaux-Arts (libera società di belle arti), un circolo di giovani artisti belgi, che incluse Alfred Verwée, Félicien Rops e Constantin Meunier. Influenzò anche l'opera di Franz Courtens.
A partire dal 1869 iniziò a soffrire di epilessia, che abbinata all'abuso di alcol, condusse l'artista a una prematura morte, avvenuta nel 1874 in un albergo di Bruxelles.

## Opere

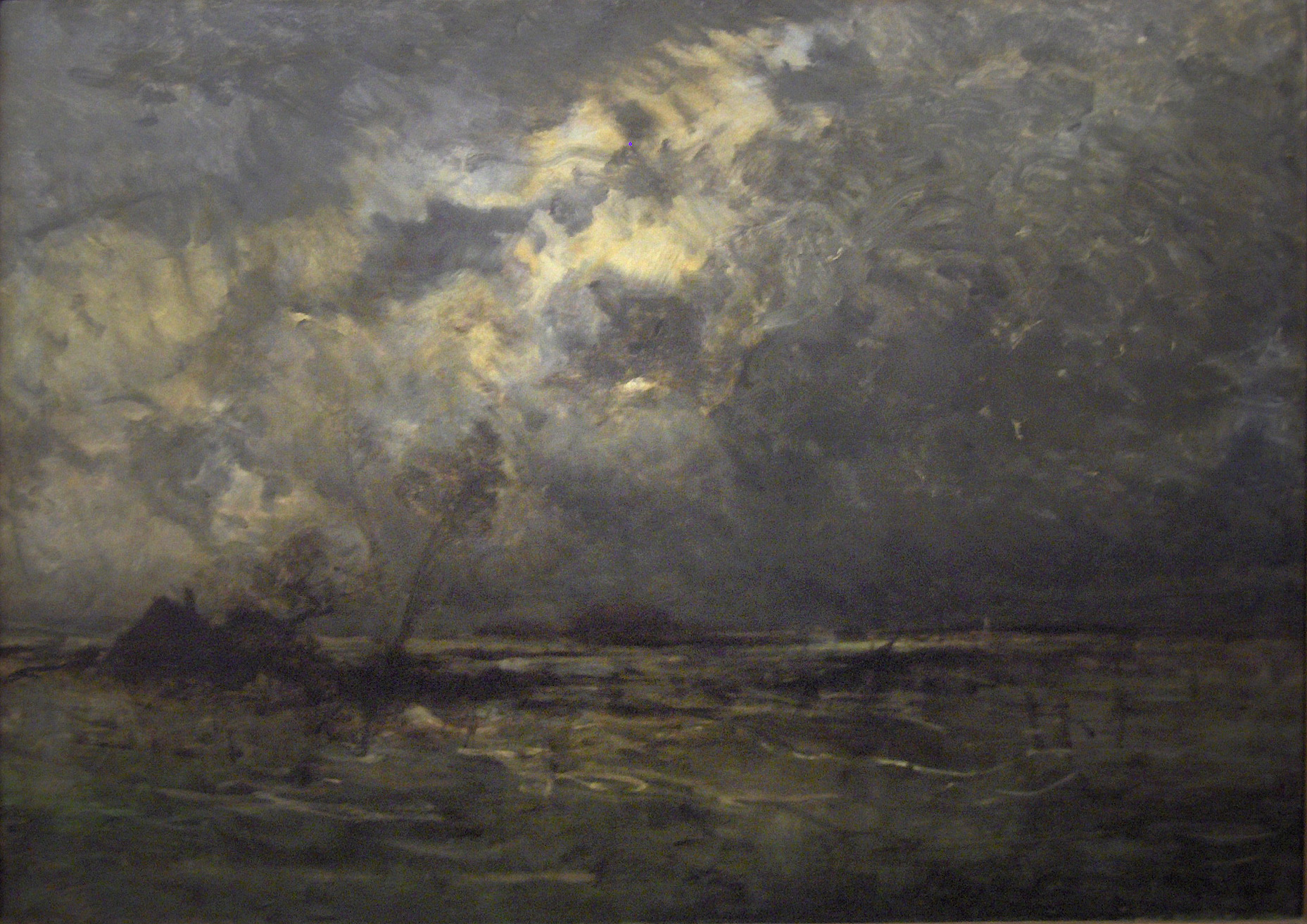
L'inondazione

- Vallei van Josaphat in Schaarbeek (La valle di Josaphat a Schaarbeek), 1868, Museo reale di belle arti, Anversa.
- Na het avondlijk onweer (dopo la tempesta della sera), 1869, Museo di belle arti, Gand.
- De overstroming (L'inondazione), 1871, Museo reale delle belle arti del Belgio, Bruxelles.